# Суомела, Иирис
Иирис Суомела (фин. Iiris Suomela; род. 1 мая 1994, Тампере, Турку-Пори) — финский политический деятель. Член партии Зелёный союз. Заместитель председателя городского совета Тампере. В прошлом — самый молодой депутат парламента (эдускунты) от избирательного округа Пирканмаа (2019—2023), временно исполняющая обязанности председателя партии Зелёный союз (2021—2022).

## Биография
Родилась 1 мая 1994 года в Тампере. Подростковые годы провела в Великобритании, в общей сложности 7 лет жила за границей. Окончила среднюю школу в Великобритании. Получила диплом UWC Atlantic College в Уэльсе по программе Международного бакалавриата в 2013 году. Изучала в Университете Тампере социологию, состояла членом его студенческого союза с 2015 года. Была избрана в городской совет Тампере на муниципальных выборах 9 апреля 2017 года, получила 1981 голосов. Заместитель председателя городского совета Тампере.
По результатам парламентских выборов 14 апреля 2019 года избрана депутатом эдускунты от избирательного округа Пирканмаа. На момент избрания Иирис Суомеле было 24 года и она стала самым молодым депутатом. По результатам парламентских выборов 2 апреля 2023 года не была переизбрана.
Феминистка. Выступает за защиту прав человека и борьбу с дискриминацией. Является одним из авторов гражданской инициативы Suostumus2018 («Согласие2018») об изменении определения изнасилования. По задумке авторов, изнасилованием должен считаться любой половой акт без обоюдного согласия сторон. Инициатива набрала необходимые 50 тысяч подписей и в 2018 году прошла в парламент.
На партийном съезде 11 сентября 2021 года избрана заместителем председателя партии, вместе с Атте Харьянне и Ханной Холопайнен. 1 ноября правлением партии избрана председателем на время декретного отпуска Марии Охисало. 7 июня 2022 года Мария Охисало вернулась из отпуска.

## Личная жизнь
Летом 2020 года во время проведения гей-парада заявила, что не является гетеросексуальной.
Партнёр — Матти Парпала (Matti Parpala; род. 1986), предприниматель и бывший член городского совета Хельсинки. В ноябре 2020 года родила ребёнка.